# ميكائيل ليبيكين
هو مؤرخ للأدب الروسي و امين سابق لمحفوظات معهد الأدب الروسي و كان باحثاً في تاريخ المطوعات المكتبية للأكايمبة العلوم في روسيا في سانت بطرسبرغ.